# Новая Икса
Новая Икса — лесной поселок в Няндомском районе Архангельской области.

## География
Находится в юго-западной части Архангельской области на расстоянии приблизительно 24 км на восток по прямой от административного центра района города Няндома на правом берегу речки Икса.

## История
В посёлке после Великой Отечественной войны действовал лесопункт. В 1946 году была построена узкоколейная лесовозная железная дорога (ныне разобрана). Заготовки леса прекратились в 1970-е годы. Посёлок ныне имеет дачный характер. До 2022 года входил в Мошинское сельское поселение до его упразднения.

## Население
Численность постоянного населения не была учтена как в 2002 году, так и в 2010.